# Заводчиков Ігор Аркадійович
Ігор Аркадійович Заводчиков (нар. 13 лютого 1958) — радянський футболіст, виступав на позиції півзахисника.

## Життєпис
Вихованець ДЮСШ міста Чернівці, перший тренер — Айзик Бронштейн, потім виступав під керівництвом Михайла Мельника. Дорослу футбольну кар'єру розпочав у 1975 році в команді «Сільмаш» (Чернівці), яка виступала в чемпіонаті Чернівецької області. Наступного року перейшов до голоіної команди області, чернівецької «Буковини», за яку виступав до завершення сезону 1986 року. У 1978—1979 роках проходив військову службу в футбольній команді ЛВВУ ЧА та ВМФ (Львів), яка виступала в чемпіонаті Львівської області. По завершенні служби повернувся до «Буковини». У футболці «буковинців» зіграв 288 матчів, в яких відзначився 21-м голом. У складі чернівецької команди Ігор Заводчиков став переможцем та срібним призером союзного друголігового чемпіонату (1980, 1982). З 1987 по 1988 рік виступав в аматорських клубах «Карпати» (Сторожинець) та «Цукровик» (Чортків). У 1989 році знову виступав у Другій союзній лізі, цього разу в складі черкаського «Дніпра». Футбольну кар'єру завершив у 1989 році в складі чернівецького «Металіста».

## Досягнення
- Друга ліга СРСР
  -  Чемпіон (1): 1980
  -  Срібний призер (1): 1982